# István Sallói
István Sallói, né le 26 septembre 1966 à Oroszlány, est un footballeur international hongrois, évoluant au poste d'attaquant du milieu des années 1980 au début des années 2000.

## Biographie

### En club
István Sallói joue de 1985 à 1994 en Hongrie, notamment avec le Videoton FC, son club formateur, avec lequel il dispute 131 matchs. Il s'exile ensuite en Israël et joue 116 matchs avec le Betar Jérusalem. Il prend sa retraite en 2000. 
Il joue huit matchs en Ligue des champions, inscrivant trois buts face au club féroïen du B36 Tórshavn .

### En équipe nationale
De 1992 à 1995, István Sallói honore treize capes avec l'équipe nationale hongroise. 
Il joue son premier match en équipe nationale le 29 avril 1992 contre l'équipe d'Ukraine, rencontre au cours de laquelle il inscrit un but. Il reçoit sa dernière sélection le 6 septembre 1995 face à la Turquie.
Il s'occupe depuis sa retraite du scouting de l'équipe nationale hongroise.

## Palmarès
- Coupe de Hongrie : 
  - Finaliste en 1994 avec le Kispest Honvéd

- Championnat d'Israël
  - Champion en 1997 et 1998 avec le Betar Jérusalem

- Coupe d'Israël
  - Finaliste en 1999 avec le Betar Jérusalem